# Selenihalanaerobacter shriftii
Selenihalanaerobacter shriftii è una specie di batterio appartenente alla famiglia delle Halobacteroidaceae.